# Victor Woolf
Victor Woolf est un acteur anglais né en 1911 à Angleterre, décédé en octobre ou décembre 1975 à Londres. Il a travaillé dans le théâtre et le cinéma.

## Filmographie
- 1942 : The Harvest Shall Come : Bill
- 1958 : The Two-Headed Spy : Commerçant
- 1974 : Frankenstein et le monstre de l'enfer : Letch

## Apparitions à la télévision
- 1946 : Androcles and the Lion : Lion / Chasseur
- 1946 : Toad of Toad Hall : Alfred le cheval
- 1955-1960 : Robin des Bois : Derwent (112 épisodes)
- 1958 : The New Adventures of Charlie Chan : Vendeur de fauteuils roulants
- 1959 : Fredric March Presents Tales from Dickens : Perker (2 épisodes)
- 1960 : International Detective : Kallnikos
- 1964 : Crossroads : Mr. Gates
- 1967 : Le Prisonnier : Vendeur (Le Marteau et l'Enclume)
- 1968 : Public Eye : Constructeur
- 1968 : Z-Cars : Photographe
- 1969 : The Mind of Mr. J.G. Reeder : Harry
- 1969 : Ooh La La! : Le maire